# Euville
Euville é uma comuna francesa na região administrativa de Grande Leste, no departamento de Meuse. Estende-se por uma área de 29,76 km². Em 2010 a comuna tinha 1 689 habitantes (densidade: 56,8 hab./km²).